# پیتر بتس
پیتر بتس (هلندی: Pieter Beets; ۷ مارس ۱۹۰۰ – ۲۸ آوریل ۱۹۹۶) دوچرخه‌سوار اهل هلند بود.